# Musée national d'ethnographie et d'histoire naturelle
Le Musée national d'ethnographie et d'histoire naturelle (MNEIN) est le plus important musée de Chișinău, capitale de la Moldavie. Le bâtiment, édifié au XIXe siècle est de style orientalisant persan.

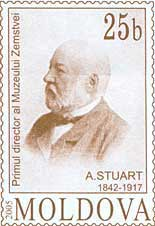
Le baron Alexandru Stuart, premier directeur, sur un timbre moldave.

## Histoire
Le musée a été créé en 1889 durant l'exposition agraire et industrielle. À cette époque, le musée est appelé « Musée de l'Assemblée provinciale (Zemstvo) de Bessarabie ». Son premier directeur fut Alexandru Stuart (ancien sujet britannique, sir Alexander Stewart).
Dans un premier temps, c'était un musée consacré aux productions de cette province que l'Empire russe avait prise à la Principauté de Moldavie en 1812. En 1906, un jardin botanique fut créé à proximité. Aujourd'hui, on y voit deux grands chênes de plus de 150 ans. Pendant la première Guerre mondiale, la République démocratique moldave proclame son indépendance, mais les troupes affamées et débandées lors de la révolution russe pillent la ville. Elles détruisent entre autres le musée archéologique des „Antiquités du Pont scythique” fondé par Ion Suruceanu. Ce qu'il en reste est regroupé en 1918 avec les collections de l'Assemblée provinciale et celles, surtout cynégétiques, de particuliers fortunés, tués durant la terreur rouge lors des incursions des troupes de la République soviétique d'Odessa. L'établissement est ensuite dénommé Musée archéologique, agraire, artisanal et zoologique.
En 1926, les autorités roumaines le déclarent Musée national d'histoire naturelle de Bessarabie. En 1944, pendant la Seconde Guerre mondiale, entre mars (Première offensive Iași-Chișinău) et août (coup d'État roumain de 1944) le Musée se trouve durant six mois sur la ligne de front, reçoit des projectiles et perd à nouveau une grande partie de ses collections, mais le général soviétique Fiodor Tolboukhine (III-e front d'Ukraine) a ordre d'attendre que la Roumanie rejoigne les Alliés : le front est peu actif et le Musée échappe à la destruction totale. Durant la période soviétique, il récupère progressivement des pièces de collection. En 1991, lors de l'indépendance de la Moldavie, il reçoit son nom actuel : Musée national d'ethnographie et d'histoire naturelle.

## Description

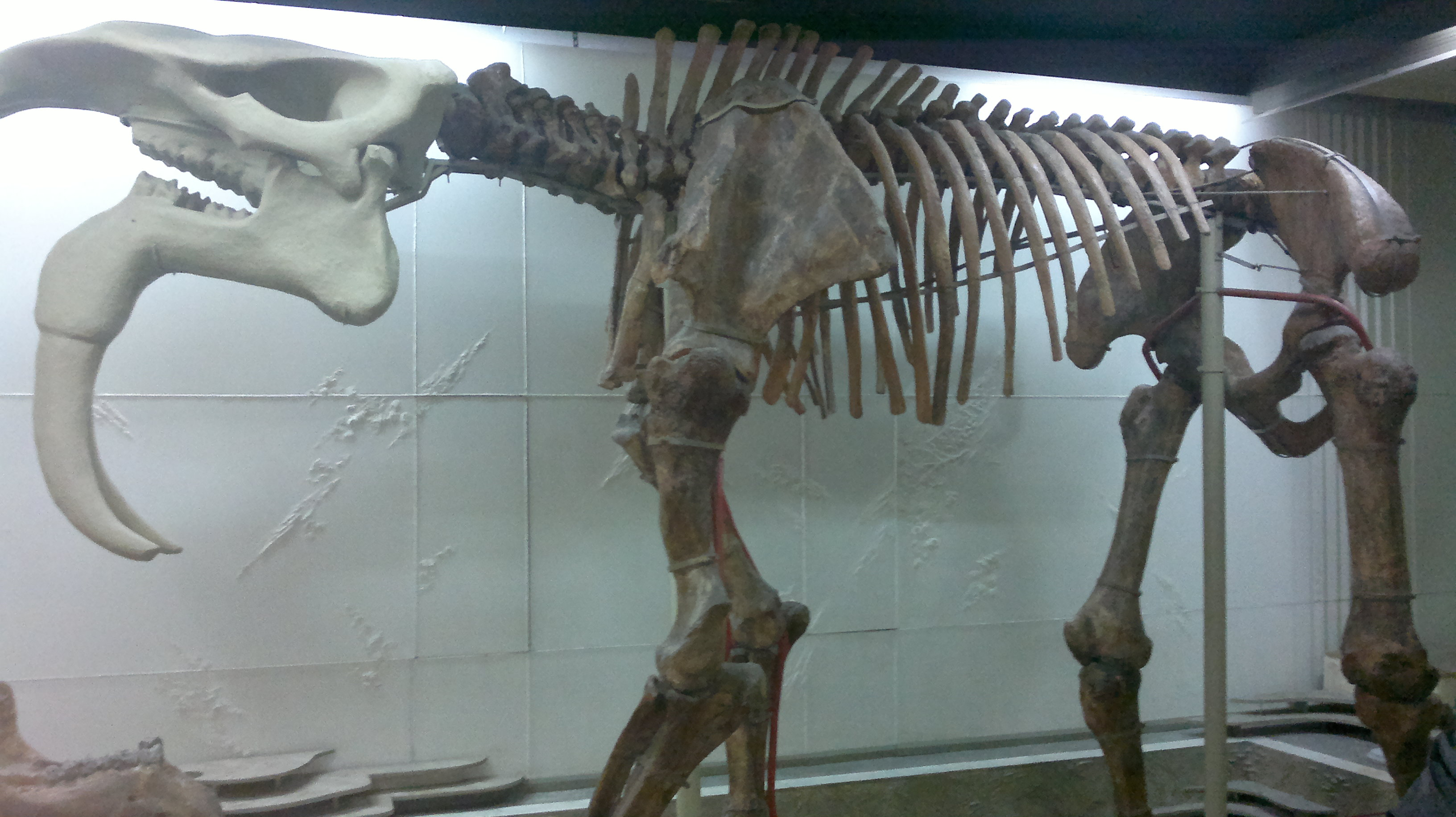
Le Dinothère du Musée (crâne disparu durant la Seconde Guerre mondiale et reconstitué)

Aujourd'hui, le musée compte approximativement 135 000 pièces de collection. Il abrite et expose de nombreuses collections de provenances diverses qui touchent différents domaines:
- archéologie (civilisations de Coucouteni-Tripolie, gète, scythe, grecque, romaine, gothique, byzantine, slave) ;
- ethnographie (traditions, artisanat, outils, instruments de musique et habits moldaves, gagaouzes et slaves ;
- géologie (roches, minéraux, gemmes) ;
- paléontologie (fossiles, notamment du grand récif tropical tortonien de la rive gauche du Prut et des sites pliocènes, dont un ours des cavernes et un Dinothère) ;
- zoologie (espèces naturalisées) ;
- écologie (évocation des Aires protégées de Moldavie : Plaiul Fagului et Beleu le long du Prut, Codru, Orhei, grotte Émile Racovitsa et confluence Iagorlîc-Dniestr).

En 2014 le conservateur était Mihai Ursu et la direction scientifique assurée par Liliana Păpușoi pour l'histoire naturelle et par Barbara Buzilă pour l'archéologie et les sciences humaines.